# Картвелин, Николай Михайлович
Картвелин Николай Михайлович (1743 или 1745 — 1808) — государственный деятель, действительный статский советник.
Гражданский губернатор Кавказской и Иркутской губерний, вице-губернатор Слободско-Украинской, Тобольской и Колыванской губерний. Участник Русско-турецкой и Русско-шведской войн. 

## Биография
Из детей служащих придворного штата, выслуживший потомственное дворянство. Сын ведомства Главной дворцовой канцелярии С.-Петербургского Запасного двора (дворца) комиссара (в ранге армии капитана) Михаила Картвелина. 
Состоял в военной службе с 1767 по 1781: в 1778 — поручик; майор с 12 (23) ноября 1781. В том чине, в том же — 1781, определён к статским делам при Коллегии иностранных дел, где и служил в разных должностях с 1781 по 1796: с 1781 по 1784 — командирован в Италию, и. д. титулярного советника при полномочном министре в Генуе, флота капитане ранга бригадира Александре Семёновиче Мордвинове. Перед посольством Мордвинова и Картвелина стояла задача выяснить вопрос о пригодности генуэзского порта для зимовки русских военных эскадр. После прибытия к посольству штатного титулярного советника, в 1784 отозван в Россию, и на 20 (31) декабря 1784, в том же чине — майора, состоял в должности штатного секретаря 10-го класса КИД; в той должности из майоров пожалован надворным советником 3 (14) октября 1785; в 1786 переведён на должность штатного секретаря 8-го класса КИД; высочайшим указом от 24 декабря 1786 (4 января 1787), командирован в Киев при статском советнике Фёдоре Ивановиче Кохе для «исправления иностранных дел» при гофмейстере, графе А. А. Безбородко.
Участник Русско-турецкой войны 1787—1791 гг. В кампанию 1788 года в Северном Причерноморье от Коллегии иностранных дел командирован секретарём и переводчиком в штат флота контр-адмирала, принца Карла Генриха Николауса Отто Нассау-Зигена и был при осаде Очакова.
Участник Русско-шведской войны 1788—1790 гг. В кампанию 1789 года на Балтийском море от Коллегии иностранных дел, высочайшим указом от 4 (15) мая 1789, командирован в штат адмирала В. Я. Чичагова секретарем, переводчиком и дешифровщиком военных донесений. Прибыв в Ревель, в составе эскадры Чичагова участвовал в морской кампании 1789. Со слов очевидцев описал июльское сражение 1789 года близ о. Эланда со шведским флотом адмирала герцога Карла Зюдерманландского, обстоятельства которого изложил в письме к графине А. А. Чернышёвой.
По представлению Чичагова, за участие в Русско-шведской войне пожалован кавалером ордена Святого Владимира 4 степени 17 (28) июля 1790. За участие в Русско-турецкой войне и в честь заключения мирного договора с Турцией пожалован коллежским советником 2 (13) сентября 1793. С 1791 по 1796 — в должности канцелярии советника Коллегии иностранных дел. 
В том же чине — коллежского советника, в 1796 назначен и. д. поручика правителя (вице-губернатора) Колыванской губернии, и в той должности 22 июля (2 августа) 1796 присутствовал в Царском Селе при дворе Екатерины II.  После упразднения в декабре 1796 той губернии и той должности был в отставке. 
При Павле I из отставных коллежских советников назначен и. д. вице-губернатора Тобольской губернии 28 июля (8 августа) 1797; по должности, возглавил Тобольскую казённую палату; произведён статским советником 14 (25) октября 1797, с оставлением в должности; уволен от службы 18 (29) июля 1799. Был в отставке с июля 1799 по апрель 1801. 
Из отставных статских советников и бывших тобольских вице-губернаторов назначен на открывшуюся вакансию вице-губернатора Слободско-Украинской губернии 30 апреля (12 мая) 1801; по должности возглавил губернскую Казённую палату; по результатам сенатской ревизии, «вняв представлению тайных советников и сенаторов [Ивана Владимировича] Лопухина и [Юрия Александровича] Нелединского-Мелецкого, посланных нами для обозрения Слободско-Украинской губернии, и желая отличить деятельность и усердие чиновников, найденных ими исправнейшими в должностях, им порученных, находим справедливым вице-губернатора Картвелина, коего особенному попечению и способностям нам паче приписывают сенаторы совершенную исправность Казённой палаты, пожаловать в действительные статские советники» высочайшим указом от 1 (13) января 1802; в том чине и в той должности открывал г. Волчанск 25 апреля (7 мая) 1802; уволен от службы 1 (13) апреля 1803. 
По традиции, идущей с опечаток в публикациях XIX в., в некоторых современных, в т. ч. академических изданиях и справочниках, иркутский гражданский губернатор, действительный статский советник Н. М. Картвелин отождествляется с неким, отсутствующим в фондах РГВИА и РГВМА, никогда не существовавшим ген.-майором Николаем Петровичем Картвелиным. Ошибка получила довольно широкое распространение и до настоящего времени тиражируется как в популярной, так и в научной литературе. Однако, сведения нынешних полицейских и сибирских академиков, изложенные по известной методике заимствованний академика Мединского и перенесённые на страничку Иркутской губернии в Википедии, о том, что назначенный иркутским гражданским губернатором некий Н. П. Картвелин имел чин генерал-майора, действительности не соответствуют: высочайшим именным указом от 5 (17) июня 1803 «по представлению иркутского и тобольского генерал-губернатора Селифонтова, иркутского гражданского губернатора, действительного статского советника Репьева, повелеваем определить к другим делам, а на место его быть гражданским губернатором действительному статскому советнику Картвелину, бывшему вице-губернатором в Слободско-Украинской губернии. Контросигнировал министр внутренних дел граф Кочубей». Иркутский гражданский губернатор, ген.-майор Н. П. Картвелин — выдуманная фейковая «мёртвая душа», получившая отдельную страничку в Википедии. По прошению, за болезнью, д. ст. с. Н. М. Картвелин был уволен от должности иркутского губернатора именным указом от 13 (25) сентября 1804, с высочайшим повелением «по выздоровлении его определить к месту, службе и способностям его соответственному».
По должности иркутского губернатора в 1803—1804 принимал активное участие в дипломатических контактах с цинскими пограничными властями и в подготовке посольства Ю. А. Головкина в Китай. При губернаторстве Картвелина было открыто новое здание Иркутского главного народного училища (23.11.1803) и им же разработан проект преобразования Иркутской школы навигации и геодезии в геодезическое училище, оставшийся нереализованным.
В том же — 1804, высочайшим указом от 30 мая (11 июня) 1804, пожалован дипломом с гербом на потомственное дворянское достоинство Российской империи. Родоначальник дворянского рода Картвелиных. Однако, потомства не оставил, и с его же смертью род дворян Картвелиных пресёкся. Герб Картвелиных внесён в VII ч. ОГ, под № 27. Грузинские историки считают Картвелиных переселенцами Картвелишвили, выехавшими из Грузии в Россию и вступившими в русскую службу во время правления Петра I.
Был в отставке с сентября 1804 по август 1806; состоял при Герольдии «для определения к делам»
Назначен гражданским губернатором Кавказской губернии 16 (28) августа 1806; в той должности 2 (14) сентября 1806 был представлен императору Александру I для принесения «всеподданейшего благодарения» за назначение «и с тем вместе откланившийся за отъездом к своему посту»; умер на службе не ранее апреля 1808; преемник назначен в мае 1808.
Основными событиями губернаторства Картвелина на Кавказе были: набеги горцев на русские поселения и их разорение, о чём свидетельствуют его рапорты; устройство карантинных кордонов по Кавказской линии и борьба с эпидемией бубонной чумы в губернии; обустройство и оказание казённой помощи переселенцам, водворяемых в Кавказской губернии из внутренних областей.
Помещик недвижимого имения (в источниках — «вотчины»), состоящего в деревнях: Агеевой, Мелединой, Ивакиной, Никоновской, Фёдоровской, Ватамоновой, Горке, Подоле, Качаеве и в сельце Малине, — на восточном берегу озера Озадского (Азатского), Озадской (Азатской) волости, Белозерского уезда, Новгородской губернии, в приходе не сохранившийся церкви Рождества Пресвятой Богородицы в Междуозерье (Богородицерождественский Междуозерский приход).  
Умер в 1808. Сведений о браке (браках) нет. Был бездетен. 

## Семья
- Брат — Иван Михайлович Картвелин, надворный советник (06.11.1785), коллежский советник (5.04.1797), служил в должности комиссара Придворной конторы, умер раньше брата.
- Сестра — N Михайловна Картвелина, в замужестве Ошеметкова. Была замужем за надворным советником (31.12.1794) Николаем Михайловичем Ошеметковым (1735—?), служившим вместе с И. М. Картвелиным в аналогичной должности комиссара Придворной конторы.

Согласно духовной (1808), д. ст. с. Н. М. Картвелин лишил наследства племянников: сенатского чиновника, коллежского асессора Ивана Николаевича Ошеметкова (1776—29.08.1846) и его брата, коллежского асессора, а впоследствии 7-го Егерского полка (1829), 3-го Морского полка (1832), Тверского гарнизонного батальона (1834) майора Александра Николаевича Ошеметкова (? — не ранее 1842). Движимое и недвижимое своё имение Н. М. Картвелин отказал племянницам и сёстрам братьев Ошеметковых: надворной советнице Софье Мамонович (Мамоновичевой) и титулярной советнице Елизавете Застолбской, — и своим дворовым людям, отпущенным им на волю. После рассмотрения в Сенате законности духовной и лишения племянников наследства, вместе с сёстрами братья Ошеметковы были признаны законными наследниками Н. М. Картвелина. Определением Новгородского ДДС от 22 марта (3 апреля) 1843, коллежский советник И. Н. Ошеметков был признан в дворянстве по III ч. ДРК Новгородской губернии, по Белозерскому уезду; с потомством утверждён в дворянском достоинстве Герольдией Сената указом от 9 (21) января 1859.   